# Acathrito robusta
Acathrito robusta är en tvåvingeart som först beskrevs av Krober 1929.  Acathrito robusta ingår i släktet Acathrito och familjen stilettflugor. Inga underarter finns listade i Catalogue of Life.